# Tom’s Restaurant
«Tom’s Restaurant» (рус. Ресторан Тома) — известный дайнер, расположенный по адресу Бродвей 2880 на углу 112-й улицы в нейборхуде Морнингсайд-Хайтс на Манхэттене в городе Нью-Йорк (Нью-Йорк, США). Часто посещаемый студентами и преподавателями близлежащего Колумбийского университета, ресторан принадлежит и управляется семьёй американского грека Минаса Зулиса с 1940-х годов.

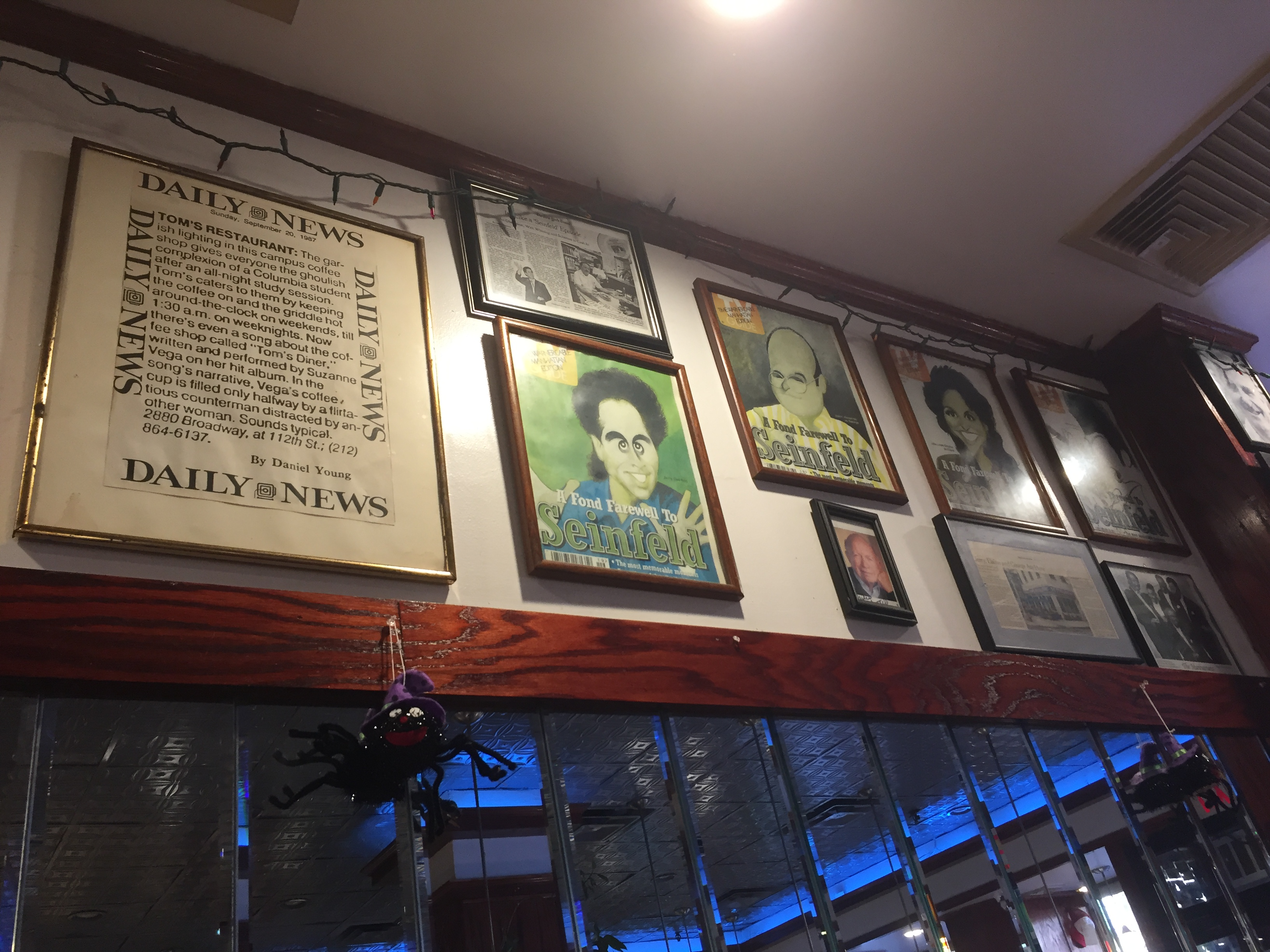
Интерьер ресторана (2017)

В 1982 году «Tom’s Restaurant» вдохновил Сюзан Вегу на написание песни «Tom’s Diner» (рус. Закусочная Тома). Позднее его экстерьер был использован для вымышленного кафе «Monk's Café» в ситкоме «Сайнфелд», где главный герой Джерри Сайнфелд и его друзья регулярно собирались, чтобы поесть.
44-й президент США Барак Обама в бытность студентом Колумбийского университета часто посещал «Tom’s Restaurant», как и сенатор Джон Маккейн, навещавший свою дочь Меган, учившуюся в этом учебном заведении. Среди завсегдатаев ресторана также известный философ Корнел Уэст.
С 1980-х годов владельцем и управляющим «Tom’s Restaurant» является Майк Зулис.
В здании, где помещается ресторан, также располагается принадлежащий НАСА Институт космических исследований имени Годдарда.